# 르노 드지르
르노 드지르(프랑스어: Renault DeZir)는 르노에서 2010년에 발표한 스포츠카이다.

## 성능
르노 드지르의 최고 속도는 112mph (184km / h)이다.

## 관련 차량

### 르노 스포츠 R.S 01

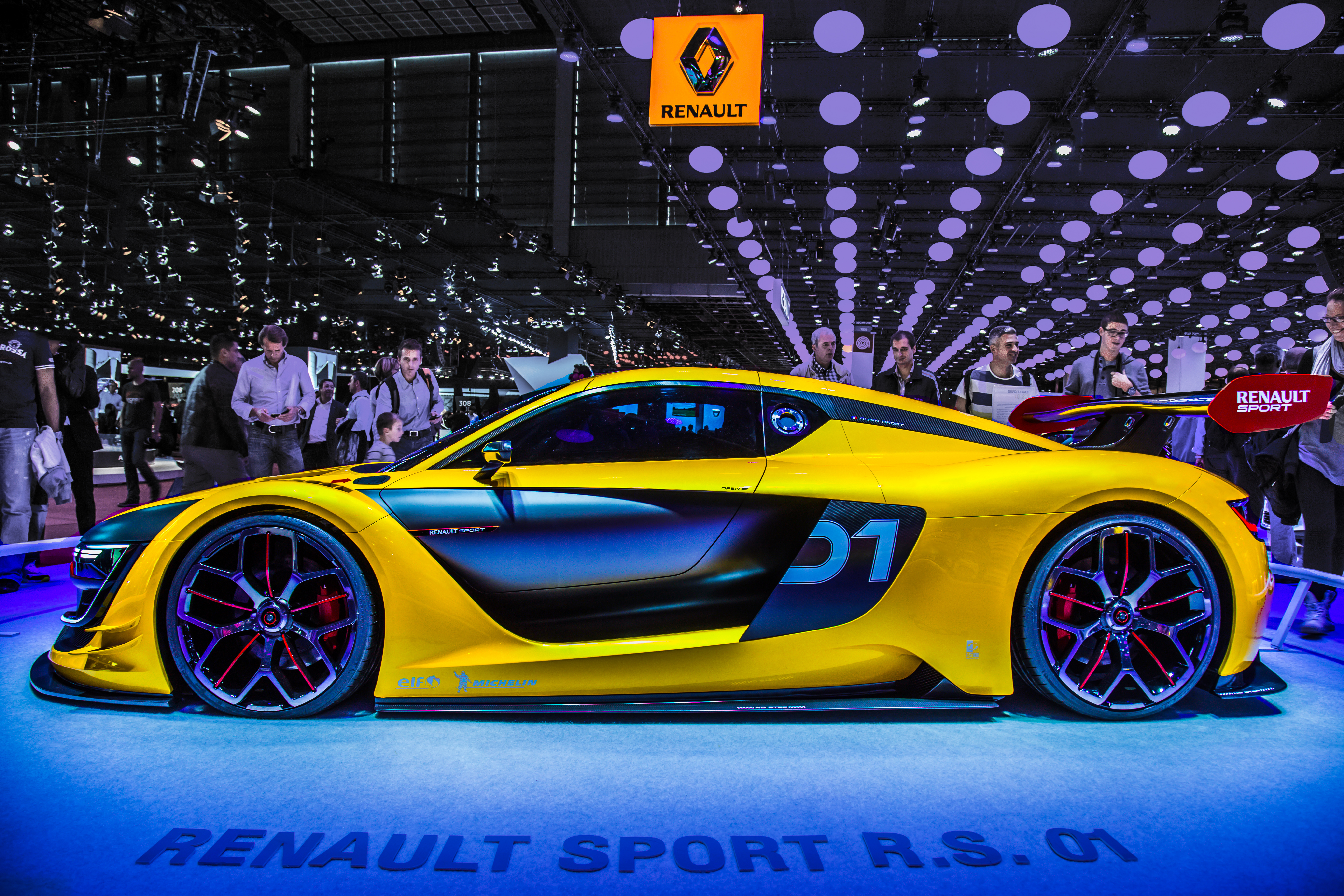
르노 스포츠 RS 01 - 2014 파리 모터쇼 01

르노에서 제조한 레이스카로 드지르를 기반으로 한다. 이 차는 원래 르노의 원메이크 시리즈인 르노 스포츠 트로피(Renault Sport Trophy)에서 경주했으며 나중에 그룹 GT3 분류로 경주하였다.
드지르와 달리 R.S. 01에는 가솔린 엔진이 있다. 닛산의 3.8리터 VR38DETT V6을 사용하지만 최대 500 hp (373 kW; 507 PS)의 출력을 제공할 수 있는 트랙 규정을 위해 니스모에서 약간 조정되었다.

### 알파인 A110-50

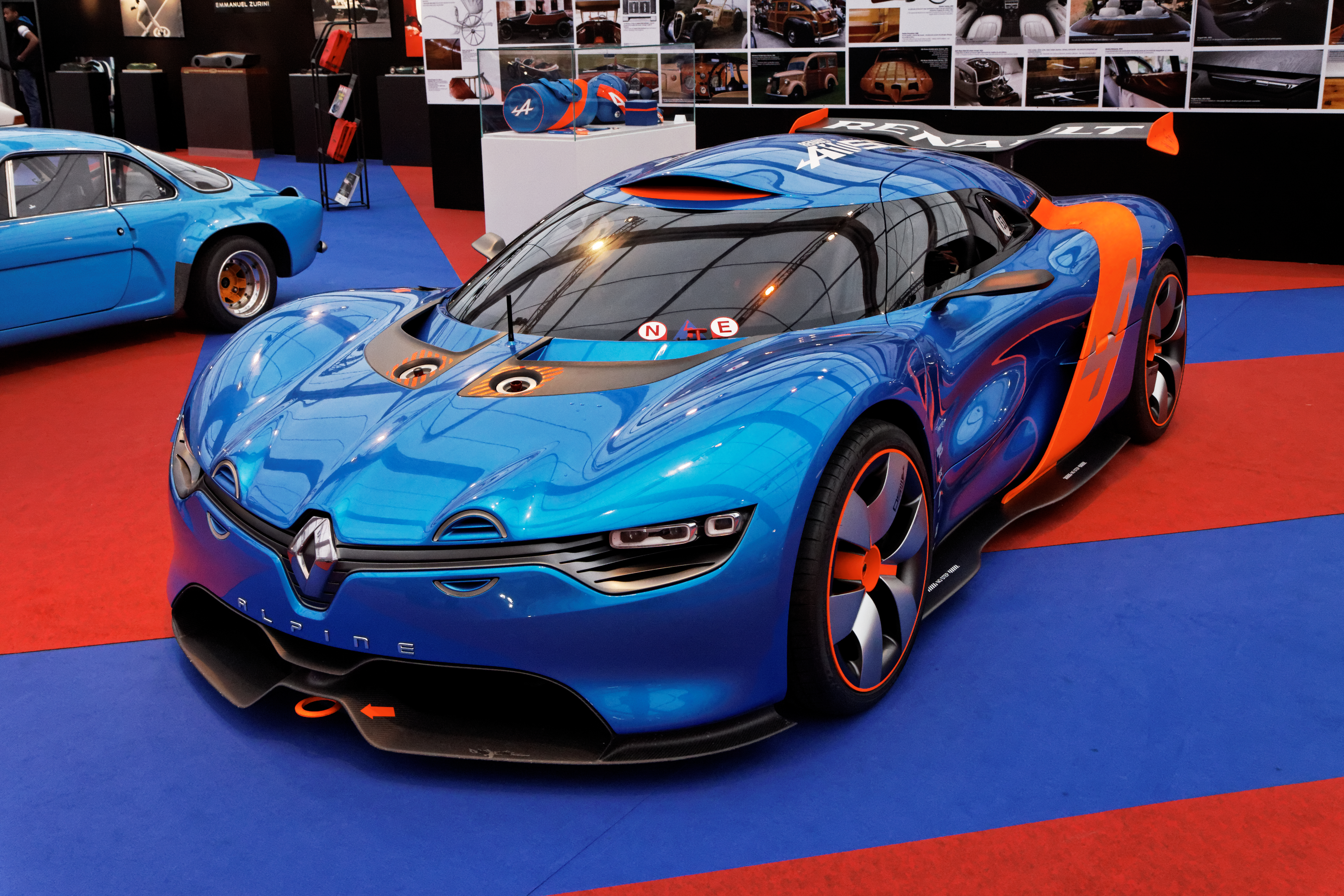
알파인 A110-50

알파인 A110-50은 르노에서 제조한 컨셉트카로, 기반은 아니지만 르노 드지르와 유사한 디자인을 가지고 있다.

## 비디오 게임에서의 등장
- 아스팔트 8: 에어본
- 아스팔트 9: 레전드